# João de Santarém
João de Santarém (15e eeuw) was een Portugese ontdekkingsreiziger. Samen met Pêro Escobar kreeg hij de opdracht van Fernão Gomes om de Golf van Guinee te verkennen. In 1471 meerde hij aan in de stad Sassandra in Ivoorkust en ontdekte hij de goudmijn Elmina en de Nigerdelta in Ghana. Het jaar later ontdekte hij de eilanden van Sao Tomé en Principe.
Vanaf 1484 verbleef hij in Kaapverdië.